# Bangladesh Rural Advancement Committee

Das Logo des BRAC

BRAC (früher Abkürzung für: Bangladesh Rural Advancement Committee) ist eine der weltweit größten nichtstaatlichen Entwicklungshilfeorganisation mit Sitz in Dhaka, Bangladesch. Sie wurde 1972 von Fazle Hasan Abed (1936–2019) kurz nach der Unabhängigkeit Bangladeschs gegründet.
Die Organisation ist in allen 64 Distrikten Bangladeschs präsent und hat über 7 Millionen Mitglieder in der Mikrofinanzgruppe, 37.500 Grundschulen und mehr als 70.000 freiwilligen Gesundheitshelfern. Die Organisation ist die weltweit größte NGO mit über 120.000 Beschäftigten, von denen die meisten Frauen sind. BRAC bietet zahlreiche Programme an wie Mikrofinanzierung und Bildung in mehr als 9 Ländern Asiens und Afrikas und erreicht damit 110 Millionen Menschen. Die Organisation finanziert sich zu 80 % aus eigenen Mitteln aus kommerziellen Unternehmen, etwa der Herstellung und des Vertriebs von Milchprodukten und Lebensmitteln sowie eine Verkaufskette für Handwerksartikel namens Aarong. BRAC unterhält Büros in 14 Ländern in der ganzen Welt, darunter BRAC US und BRAC UK. BRAC plant in den nächsten 10 Jahren in 10 afrikanischen Ländern aktiv zu werden (Stand 2007).
Die Organisation „bekämpft“ Armut von einem ganzheitlichen Standpunkt aus. Dabei werden die Einzelnen von Hilfsempfängern zu fähigen Bürgern, die ihr Schicksal selbst in die Hand nehmen. Über die Jahre hinweg hat BRAC Armen aus der Isolation geholfen und gelernt, ihre Bedürfnisse zu verstehen, in dem praktische Wege gefunden wurden, um ihnen Zugang zu Ressourcen, Unterstützung für Unternehmertum und die Macht und Fähigkeit zu geben, selbst eine Veränderung herbeizuführen. Frauen und Mädchen stehen im Mittelpunkt von BRACs Armutsbekämpfung; BRAC erkennt sowohl ihre Verwundbarkeit an als auch ihr Verlangen nach Veränderung. BRAC versucht stets einen praktischen und skalierbaren Weg zu finden, um Armut zu beseitigen.

## Geschichte
Seinerzeit als Bangladesh Rural Advancement Committee benannt, wurde BRAC 1972 durch Fazle Hasan Abed in Sulla im Distrikt Sylhet als ein kleines Hilfsprojekt gegründet, um zurückkehrenden Flüchtlingen aus dem Unabhängigkeitskrieg Bangladeschs (seinerzeit Ostpakistan) von 1971 zu helfen. Innerhalb von neun Monaten wurden 14 000 Häuser instand gesetzt und mehrere hundert Fischerboote gebaut, medizinische Zentren wurde eröffnet und andere öffentliche Dienstleistungen begründet. Ende 1972 war die erste Phase der Hilfsarbeiten beendet und BRAC wandte sich längerfristigen Projekten zu. Dafür reorganisierte es sich zu einer vielseitigen Entwicklungshilfeorganisation mit Schwerpunkt, die Eigenständigkeit von Armen und Landlosen, vor allem aber von Frauen und Kindern zu stärken.
1974 begann die Organisation Mikrokredite anzubieten und untersuchte den Nutzen von Krediten für das Leben von Armen. Bis Mitte der 70er Jahre konzentrierte sich BRAC auf die Gemeindeentwicklung durch eine vielseitige dörfliche Entwicklungsarbeit, darunter Landwirtschaft, Kooperativen, ländliche Handwerksarbeit, Alphabetisierung von Erwachsenen, Gesundheit einschließlich Familienplanung, berufliche Bildung für Frauen und Aufbau von Gemeindezentren. Ein Forschungs- und Beobachtungszentrum (RED, Research and Evaluations Division) wurde 1975 eingerichtet, um die eigenen Aktivitäten zu analysieren und evaluieren und eine Richtung für zukünftige Expansion der Organisation vorzugeben. 1977 änderte BRAC sein Vorgehen von lokaler Gemeindearbeit zu einem zielgerichteteren Vorgehen durch den Aufbau von Dorfgruppen, die „Village Organizations“ (VO). Dieses Vorgehen zielte auf die Ärmsten der Armen – die Landlosen, die kleinen Farmer, die Kunsthandwerker und die besonders angreifbaren Frauen. Jene, die weniger als ein halbes Acre (ca. 0,4 Hektar) besaßen und vom Verkauf ihrer Arbeitskraft lebten, wurden als BRACs Zielgruppe angesehen. Im selben Jahr eröffnete BRAC eine kommerzielle Druckerei um seine Aktivitäten zu finanzieren. Die Ladenkette „Aarong“ für Handwerksprodukte wurde im nächsten Jahr aufgebaut.
1979 wurde die Organisation in großem Maßstab im Gesundheitswesen aktiv. Es etablierte das nationale „Oral Therapy Extension Programm“ (OTEP), eine Kampagne gegen Diarrhoe, eine Hauptursache der hohen Kindersterblichkeit in Bangladesch. Über einen Zeitraum von 10 Jahren gingen über 1200 BRAC-Mitarbeiter von Tür zu Tür, um 12 Millionen Mütter darin zu unterrichten, wie eine orale Salzlösung selbst hergestellt werden kann. Bangladesch hat heute eine der höchsten Raten der Nutzung der Oralen Rehydrationstherapie, und die Kindersterblichkeit konnte von 285 pro Tausend auf 75 pro Tausend gesenkt werden. Dieser anfängliche Erfolg förderte die schnelle Expansion anderer BRAC Programme wie "Non Formal Primary Education", welches elementaren Unterricht in einfachen Schulen anbietet, im Jahr 1985. Das Schulprogramm wurde in mehr als ein Dutzend Ländern aufgegriffen.
1986 begann die Organisation ein ländliches Entwicklungsprogramm (Rural Developement Programm), das vier Hauptaktivitäten umfasste: Aufbau von Einrichtungen wie etwa für Schule und berufliche Bildung, Kreditwesen, Erzeugung von Einkommen und Beschäftigung sowie Hilfsdienstleistungen. 1991 folgte das Programm für Gesundheit von Frauen. Im folgenden Jahr etablierte BRAC das Zentrum für Entwicklungsmanagement (CDM, Centre for Development Management) in Rajendrapur. Die Programme für Soziale Entwicklung, Menschenrechte und Rechtsberatung wurden 1996 ins Leben gerufen mit dem Ziel, Frauen mit durchsetzbaren Rechten auszustatten und ihre aktive Mitarbeit in Gemeinde- und Gesundheitsorganisationen zu fördern. 1998 begann das Projekt für Milchprodukte und Lebensmittel. BRAC gründete ein Institut für Informationstechnologie im folgenden Jahr. 2001 eröffnete eine Universität, BRAC University, um zukünftige Führungspersonen auszubilden, und die BRAC Bank, um bevorzugt kleine und mittlere Unternehmen zu unterstützen.
2002 begann ein Programm namens „Challenging the Frontiers of Poverty Reduction“, das sich an die extrem Armen („Ultra poor“) richtete, worunter BRAC Menschen versteht, die mit üblichen Mikrofinanzprodukten nicht erreicht werden können. Im selben Jahr ging BRAC nach Afghanistan mit einem Hilfsprogramm.
2009 war die Organisation Gründungsmitglied der Global Alliance for Banking on Values.